# 北緣 (亞利桑那州)
北緣（英語：North Rim）是位於美國亞利桑那州可可尼諾縣的一個非建制地區。該地的面積和人口皆未知。

## 地理
北緣的座標為36°12′38″N 112°03′41″W / 36.21056°N 112.06139°W，而該地的平均海拔高度為2529米（即8297英尺）。